# 東風國際頻道
東風國際頻道，是年代集團旗下的綜合頻道，是東風衛視的姊妹頻道，主要於香港及其他亞洲地區進行播送。初期由東風文化傳播事業股份有限公司經營，曾由衛星娛樂傳播股份有限公司經營。在年代集團經營時期，多與東風衛視資源共享，少數為年代MUCH台或JET綜合台之節目內容。

## 簡史
- 2000年1月5日，東風亞洲台於香港開播。
- 2007年5月22日，東風亞洲台於新加坡落地播出。
- 2010年3月1日，台視國際台進入日本HOP TV，取代東風亞洲台。
- 2010年初，東風衛視的亞洲頻道部分業務與新加坡旅遊局注資的新亞媒體私人有限公司及其全資附屬公司新亞衛星電視私人有限公司（新亞衛視）合併成立新頻道“新亞東風”取代東風亞洲台，並開始加入只有新亞東風播放的節目。新亞東風台標乃紫底加上草書白色“新亞東風”四字。
- 2012年3月25日，吉本興業在第4屆沖繩國際電影節宣布與東風衛視合作，新亞東風預定於2012年5月1日改名為“吉本東風衛視”[1][2]。2012年5月1日，新亞東風改名為“吉本東風”（Yoshimoto Azio）。
- 2016年8月1日，東風衛視結束與吉本興業合作，吉本東風更名為「東風國際頻道」。
- 2007年至2018年，東風亞洲台/新亞東風/東風國際頻道於香港有線電視（132頻道（2000年1月5日-2018年4月2日前）/334頻道（2018年4月3日-2018年9月1日））、新加坡電信Mio TV（72頻道（2012年前）/524頻道（2012年-2013年9月1日））播放。
- 2019年5月底，東風衛視與年代集團分家，東風國際頻道停播，東風衛視改由媒體棧國際行銷經營。

## 外部連結
- 東風國際頻道 AZIO的Facebook專頁（已停止更新）